# Eugeniusz Oniegin (poemat)
Eugeniusz Oniegin (ros. Евгений Онегин, do rewolucji Евгеній Онѣгинъ) – poemat dygresyjny autorstwa Aleksandra Puszkina. Puszkin rozpoczął pracę nad tym utworem w 1823 w Kiszyniowie, a ukończył w 1831 roku. Publikował go częściami od 1825 do 1832, a całość wydał w 1833.
Mimo iż poemat powstawał w długim przedziale czasu, odznacza się jednolitością stylową i logiką kompozycji. Składa się z trzech części. Przed wydaniem utworu drukiem autor naruszył nieco jego strukturę: usunął dawny VIII rozdział „Podróż Oniegina”, zmienił numerację, a lukę, która powstała, zapełnił poprzez dołączenie do ośmiu rozdziałów zasadniczych części strof usuniętych; reszta to dodatek pt. „Urywki z podróży Oniegina”. Istniał też rozdział X, który autor spalił. Pozostała tylko część wersów, w dodatku zaszyfrowana.

## Poetyka utworu

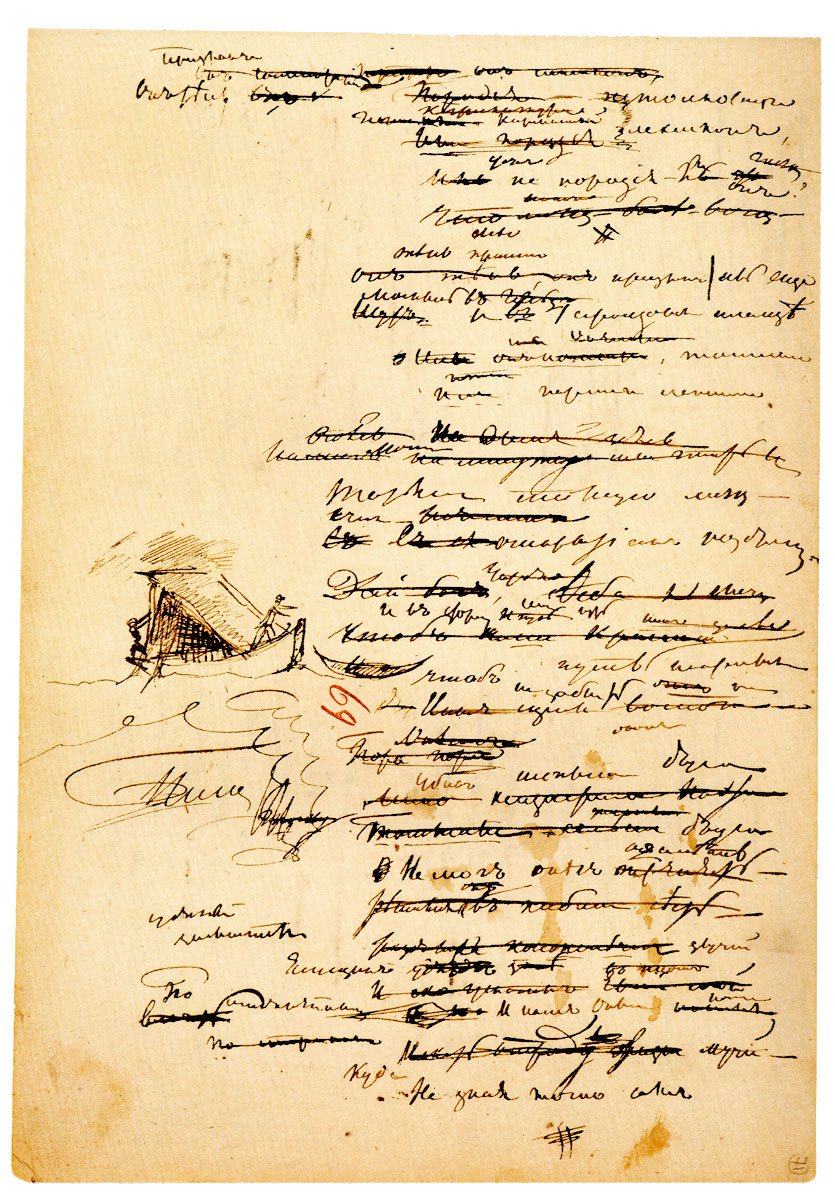
Strona z manuskryptu

Narrator autorski ciągle ujawnia swoją obecność licznymi dygresjami. Dotyczą one m.in. jego biografii, oceny bohaterów, miejsc akcji, teatru rosyjskiego czy też gatunków win.
Poemat posiada klasyczną trójczłonową kompozycję, a każdy rozdział jest zamkniętą całością poświęconą jednemu tematowi.
Pisany jest czterostopowym jambem tzw. aleksandrynem, który był ulubionym metrum Puszkina.
Dominującą cechę utworu stanowi ironia romantyczna, wynikająca z dystansu autora wobec dzieła.

## Treść utworu
Tytułowy bohater jest człowiekiem rozczarowanym wielkim światem, w którym nie zaznał ani prawdziwej przyjaźni, ani miłości.
Zniechęcony i znudzony życiem wyjeżdża na wieś. Nadal jednak nie może odnaleźć miejsca w świecie: nie umie nawiązać kontaktu z sąsiadami i odtrąca szczerą miłość Tatiany. Gdy pojawia się powracający ze studiów w Niemczech poeta Leński, Oniegin wyśmiewa jego romantyczny idealizm. Pod wpływem kaprysu flirtuje podczas balu z narzeczoną poety, a ten obrażony wyzywa Oniegina i ginie w pojedynku. Na skutek tego Eugeniusz opuszcza wieś i udaje się w podróż po miejscach z przeszłości. Wszystkie one wydają mu się jednak tak puste, jak on sam.
Pod koniec wędrówki ponownie spotyka Tatianę i zakochuje się w niej. To pierwsze prawdziwe uczucie bohatera musi jednak umrzeć, gdyż ukochana nie jest już wiejską szlachcianką, lecz zamężną wielkomiejską damą.
Na podstawie poematu powstało libretto do opery o tym samym tytule Piotra Czajkowskiego.

## Przekłady na język polski
Oniegina na polski przełożyli:
- Adam Ważyk (wydania Państwowego Instytutu Wydawniczego, 1953, 1956 (wyd. 2), 1962 1994, a także wydania PIW z 1964, 1973 i 1982, gdzie rozdział X przełożył Marian Toporowski; wydanie Zakładu Narodowego im. Ossolińskich, 1993)[4]
- Andrzej Sycz, Wyd. Miniatura, 1995[4]
- Julian Tuwim, Adam Ważyk, wyd. Prószyński i S-ka. ISBN 83-7255-771-3.
- Jakub Jurkiewicz (Benedykt Dołęga)
- Leo Belmont
- Stanisław Budziński
- Adam Sikorski
- Andrzej Lewandowski, wyd. Adam Marszałek 2018, ISBN 978-83-8019-862-3